# David Wineland
David Jeffrey Wineland (Milwaukee, 24 februari 1944) is een Amerikaans natuurkundige. 

## Biografie
Wineland behaalde in 1956 zijn bachelordiploma aan de universiteit van Californië - Berkeley en promoveerde in 1970 onder Norman Ramsey in de fysica aan de Harvard-universiteit. Tot 1975 werkte hij aan de universiteit van Washington waar hij als postdoc onderzoek deed naar ionenvallen in de groep van Hans Dehmelt.
Sedertdien is hij verbonden aan het National Institute of Standards and Technology waar hij de ionopslaggroep begon. Daarnaast is hij docent aan de Universiteit van Colorado te Boulder.
Wineland heeft onder andere onderzoek gedaan op het gebied van "ionenvallen", waarin individuele  ionen kunnen "gevangen" worden door ze met een laser te koelen zodat ze bijna al hun kinetische energie verliezen. Door het ion vervolgens met een laserstraal te beschijnen bracht hij het ion in een superpositie, een toestand tussen twee energieniveaus. Hierdoor kan de verstrengeling (entanglement) tussen ionen worden bestudeerd en gemanipuleerd zonder de kwantumeigenschappen nadelig te beïnvloeden. Dit werk is van belang voor de ontwikkeling van kwantumcomputers.
Wineland is fellow van de American Physical Society, de American Optical Society en werd in 1992 gekozen tot de National Academy of Sciences. Voor zijn werk werd hij onderscheiden met onder andere de Davisson-Germer Prize (1990), de Rabi Award van de IEEE (1998), de National Medal of Science (2007) en de Benjamin Franklin Medal (2010). In 2012 kreeg hij samen met Serge Haroche de Nobelprijs voor de Natuurkunde.